# Championnat d'Asie de football des moins de 16 ans 1994
Navigation
Qatar 1992 Thaïlande 1996
Le Championnat d'Asie de football des moins de 16 ans 1994 est la sixième édition du Championnat d'Asie de football des moins de 16 ans qui a eu lieu à Doha au Qatar du 19 octobre au 1er novembre 1994. L'équipe de Chine, championne d'Asie lors de l'édition précédente, va y défendre son titre. Ce tournoi sert de qualification pour la prochaine Coupe du monde des moins de 17 ans, qui aura lieu en Équateur durant l'été 1995 : les 3 meilleures équipes (les 2 finalistes et le vainqueur du march pour la 3e place) seront qualifiés pour le tournoi mondial.

À compter de cette édition 1994, il y a 10 sélections, et non plus 8, qualifiées pour la phase finale avec deux poules de 5 équipes au premier tour.

## Équipes participantes
Au terme des éliminatoires, les 10 équipes qualifiées pour la phase finale sont :
- Qatar - Organisateur
- Arabie saoudite
- Oman
- Chine
- Ouzbékistan
- Irak
- Émirats arabes unis
- Corée du Sud
- Bahreïn
- Japon

## Résultats
Les 10 équipes participantes sont réparties en 2 poules. Au sein de la poule, chaque équipe rencontre ses adversaires une fois. À l'issue des rencontres, les 2 premiers de chaque poule se qualifient pour la phase finale de la compétition, disputée en demi-finales et finale. 

### Groupe A
| Rang | Équipe          | Pts | J | G | N | P | Bp | Bc | Diff |  | Résultats (▼ dom., ► ext.) |  |     |     |     |      |
| ---- | --------------- | --- | - | - | - | - | -- | -- | ---- |  | -------------------------- |  | --- | --- | --- | ---- |
| 1    | Oman            | 9   | 4 | 3 | 0 | 1 | 11 | 2  | +9   |  | Oman                       |  | 0-1 | 2-0 | 1-0 | 8-1  |
| 2    | Qatar           | 9   | 4 | 3 | 0 | 1 | 9  | 3  | +6   |  | Qatar                      |  |     | 2-1 | 0-1 | 6-1  |
| 3    | Chine           | 6   | 4 | 2 | 0 | 2 | 14 | 5  | +9   |  | Chine                      |  |     |     | 2-1 | 11-0 |
| 4    | Arabie saoudite | 6   | 4 | 2 | 0 | 2 | 8  | 4  | +4   |  | Arabie saoudite            |  |     |     |     | 6-1  |
| 5    | Ouzbékistan     | 0   | 4 | 0 | 0 | 4 | 3  | 31 | -28  |  | Ouzbékistan                |  |     |     |     |      |

### Groupe B
| Rang | Équipe              | Pts | J | G | N | P | Bp | Bc | Diff |  | Résultats (▼ dom., ► ext.) |  |     |     |     |     |
| ---- | ------------------- | --- | - | - | - | - | -- | -- | ---- |  | -------------------------- |  | --- | --- | --- | --- |
| 1    | Bahreïn             | 9   | 4 | 3 | 0 | 1 | 8  | 4  | +4   |  | Bahreïn                    |  | 0-3 | 3-1 | 3-0 | 2-0 |
| 2    | Japon               | 6   | 4 | 2 | 0 | 2 | 8  | 6  | +2   |  | Japon                      |  |     | 2-5 | 0-1 | 3-0 |
| 3    | Émirats arabes unis | 5   | 4 | 1 | 2 | 1 | 10 | 9  | +1   |  | Émirats arabes unis        |  |     |     | 3-3 | 1-1 |
| 4    | Irak                | 4   | 4 | 1 | 1 | 2 | 4  | 7  | -3   |  | Irak                       |  |     |     |     | 0-1 |
| 5    | Corée du Sud        | 4   | 4 | 1 | 1 | 2 | 2  | 6  | -4   |  | Corée du Sud               |  |     |     |     |     |

### Demi-finales
| 30 octobre 1994 | Oman | 3 - 4 a.p. | Japon |  |  |
|                 |      |            |       |  |  |

| 30 octobre 1994 | Bahreïn | 1 - 2 a.p. | Qatar |  |  |
|                 |         |            |       |  |  |

### Match pour la3eplace
| 1er novembre 1994 | Oman | 3 - 2 | Bahreïn |  |  |
|                   |      |       |         |  |  |

### Finale
| 1er novembre 1994 | Japon        | 1 - 0 a.p. | Qatar |  |
|                   | Yamazaki 95e |            |       |  |

### Équipes qualifiées pour la Coupe du monde
Les trois sélections qualifiées pour la prochaine Coupe du monde sont :
- Japon
- Qatar
- Oman

## Sources et liens externes
- (en) Feuilles de matchs et infos sur RSSSF